# علي بدري
علي بدري (26 نوفمبر 1903، رفاعة - 13 يناير 1987) طبيب سوداني، وأول وزير صحة بعد استقلال السودان.

## الحياة و الوظيفة

### النشأة والتعليم

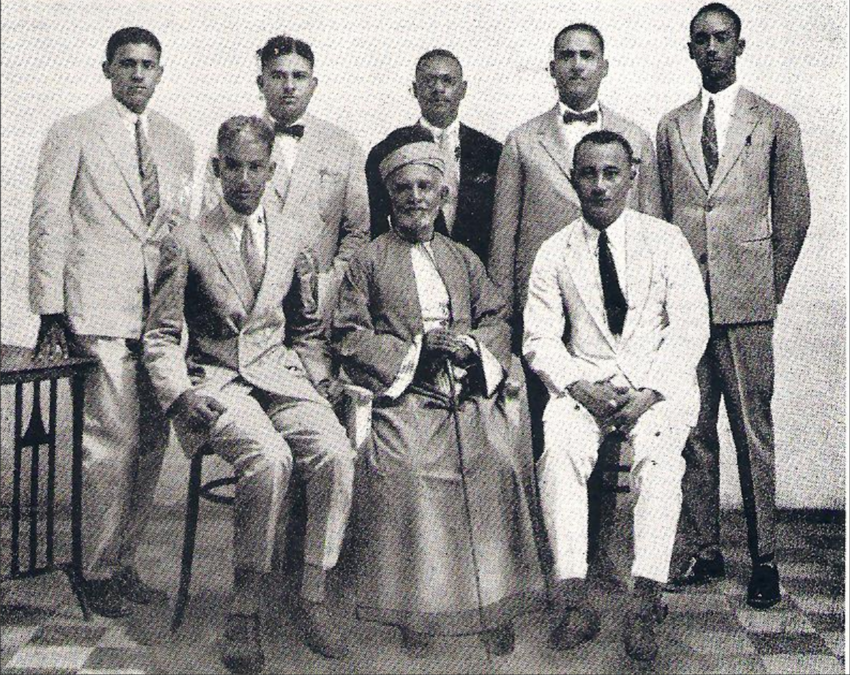
أول خريجي مدرسة كيتشنر للطب، 1928. بدري جالس على اليسار

ولد علي بابكر بدري في 26 نوفمبر 1903 في رفاعة، بولاية النيل الأزرق. هو ابن الشيخ بابكر بدري، قاتلت ضد القوات البريطانية بقيادة كتشنر في معركة أم درمان عام 1898 وكانت رائدة في تعليم المرأة في السودان. تلقى علي بدري تعليمه المبكر في الرفاع حيث أسس والده المدارس. التحق بعد ذلك بكلية جوردون التذكارية بالخرطوم حيث تخرج مدرسًا في عام 1923. على الرغم من أنه سعى في البداية إلى مهنة التدريس، فقد قرر التحول إلى الطب وأصبح من أوائل الطلاب الذين التحقوا بكلية كيتشنر للطب. في عام 1928 تخرج بامتياز وعمل طبيبًا في سنجة ودنقلا وجبال النوبة وسنار.
أصبح بدري لاحقًا من أوائل السودانيين الذين شغلوا منصب كبير المسؤولين الطبيين في مستشفى أم درمان ومستشفى الخرطوم. في عام 1937، سافر إلى المملكة المتحدة لتلقي التدريب بعد التخرج في مستشفى هامرسميث. حصل على زمالة الكلية الملكية للأطباء عام 1952.

### حياة مهنية
عند عودته إلى السودان، تم تعيين بدري كأول طبيب سوداني يشغل منصب مساعد نائب مدير الخدمات الطبية في عهد إريك بريدي. سمحت له خبرته السابقة كمفتش طبي في مناطق مختلفة من السودان بفهم القضايا الصحية في البلاد وأهمية إنشاء خدمة طبية فعالة. بميزانية محدودة والظروف الصعبة للحرب العالمية الثانية، واجه بدري المهمة الصعبة المتمثلة في تحديد الأولويات. بتوجيه من أساتذته البريطانيين وكبار زملائه، طور الرؤية التي جعلته أول مهندس لمهنة طبية سودانية مستقلة.
تم تعيين البدري في المجلس الاستشاري لشمال السودان ولجنة السودنة، وعلى الرغم من أن وضعه كموظف حكومي منعه من ممارسة الأنشطة السياسية العلنية، إلا أنه كان يؤمن إيمانًا راسخًا باستقلال السودان. في عام 1948، تم انتخاب بدري كعضو في أول مجلس تشريعي وعين بعد ذلك وزيرا للصحة. شغل البدري منصب وزير الصحة في السودان من عام 1948 إلى عام 1952، وخلال ذلك الوقت لعب دورًا مهمًا في تطوير وتوسيع خدمات الرعاية الصحية في البلاد. بعد التصويت على الحكم الذاتي للسودان، استقال بدري من منصبه كوزير للصحة وعاد إلى ممارسته الطبية الخاصة.
خلال فترة توليه منصب وزير الصحة قبل استقلال السودان، أطلق علي بدري خطة عشرية شاملة تهدف إلى إنشاء نظام رعاية صحية فعال في البلاد. أدرك بدري أهمية التعليم بعد التخرج وتدريب الأطباء السودانيين في كل من الطب الوقائي والعلاجي، وكذلك الحاجة إلى تدريب المسعفين، وطاقم التمريض، والعاملين في مجال صحة الأم والطفل.
استمر بدري في لعب دور نشط كرئيس للمجلس الطبي السوداني من عام 1968 إلى عام 1974، وعمل مع الهلال الأحمر. تم الاعتراف به على نطاق واسع باعتباره الشخصية الرائدة في الطب السوداني لأنه أسس أساسًا متينًا للتدريب والممارسة الطبية، ووضع معايير عالية للأخلاق والاحتراف في السرير خلال وقت كانت فيه العلاجات المتاحة محدودة للعديد من الأمراض، وكانت المضادات الحيوية غير موجودة الأمراض المتوطنة. كان دائمًا ودودًا ومستعدًا لتقديم المشورة لزملائه، وخاصة الأطباء الأصغر سنًا.
كانت بدري أيضًا عضوًا قياديًا في جمعية إلغاء ختان الإناث، مديرة جمعية تنظيم الأسرة، وأسست أول مدرسة للبنات في السودان.

### الحياة الشخصية والموت
تزوج بدري من هروم الأمين. أنجبا معًا ابنًا وأربع بنات وما مجموعه اثنا عشر حفيدًا.
توفي بدري في 13 يناير 1987.

## الجوائز والتكريم
حصل بدير على زمالة الكلية الملكية للأطباء عام 1952، وعضو في وسام الإمبراطورية البريطانية.